# Овердрафт
Овердрафтом (англ. overdraft — перевищення кредиту) називають кредитування банком розрахункового рахунку клієнта для оплати ним розрахункових документів при недостачі або відсутності на розрахунковому рахунку клієнта-позичальника коштів. У такому разі банк списує кошти з рахунку клієнта в повному обсязі, тобто автоматично надає клієнтові кредит на суму, що перевищує залишок коштів. Овердрафт відрізняється від звичайного кредиту тим, що для погашення заборгованости спрямовуються всі суми, що надходять на рахунок клієнта. Овердрафт — це короткостроковий кредит (до 1 року) у межах встановленого ліміту, що дозволяє здійснювати розрахунки, коли коштів на поточному рахунку недостатньо.

### Історія Овердрафту
Перший овердрафт був виданий у 1728 році, коли Вільямові Хогу (William Hog) було дозволено взяти на 1000 фунтів стерлінгів (сьогодні це майже 65000 фунтів стерлінгів) більше, ніж було на його рахунку. Овердрафт був виданий банком Royal Bank of Scotland, який відкрився в Единбурзі за рік до цього.

#### Переваги овердрафту
- швидкість проведення платежів;
- надається без застави, тож відсутні витрати, пов'язані з оформленням заставного майна;
- не передбачає перевірки цільового використання, а отже платежі можуть здійснюватися на власний розсуд позичальника;
- погашається автоматично — за рахунок щоденних надходжень;
- у разі погашення овердрафту в день, коли виникла заборгованість, відсотки за користування кредитними коштами не сплачуються взагалі.
- постійне і поновлюване джерело позикових коштів
- автоматичне регулювання потреби в обігових коштах на рахунку підприємства

Основні фактори, від яких залежить розмір овердрафту — це надійність юридичної особи та середньорічні обороти по поточному рахунку.

### Процентна ставка по овердрафту
Станом на серпень 2015 року середня реальна ставка в Україні становить 29,32 % для терміну овердрафту 30 днів та 38,14 % для терміну 3 дні. Тобто, процентна ставка по овердрафту залежить від терміну кредиту.

### Критика

#### Ризик появи боргу
Через те, що кошти з банківського рахунку списуються не одразу, а протягом декількох днів, власник банківської картки може вважати, що в нього на рахунку ще залишились гроші, і продовжувати користуватися карткою, влізаючи в борги, за якими будуть нараховуватися відсотки.

#### Приховане нав'язування овердрафту
Існує немало випадків, коли на зарплатних дебетових картках працівників з'являлась можливість овердрафту, про який вони не здогадувались і не були попереджені, і це призводило до боргів за кредитом. Ситуація гірше тим, що, як правило, «доступний залишок» вказується з врахуванням овердрафту, і знявши всі кошти з рахунку, наприклад, при звільненні з роботи, клієнт, виявляється, матиме заборгованість у банку, на який починають нараховуватися проценти за кредитом.

#### Заборонений (технічний) овердрафт
Через особливості функціонування платіжних систем може з'являтися можливість списання з картки клієнта суми, більшої, ніж дозволено банком. В випадку, якщо таке списання сталося, говорять, що виник заборонений (або технічний) овердрафт.
За технічний овердрафт можуть нараховуватися проценти по кредиту.
Існує декілька можливих причин виникнення технічного овердрафту.
- Коливання курсів валют. Наприклад, клієнт здійснив покупку в валюті, відмінній від валюти рахунку картки. В момент проведення транзакції платіжна система перерахувала суму покупки по поточному курсу. Через деякий час, в момент кінцевого розрахунку з банком курс валюти сильно змінився, і сума до списання з картки збільшилась настільки, що перевищила залишок на рахунку (або кредитний ліміт).

- Офлайнові операції, які з будь-яких причин проводяться без підтвердження покупки банком. В цьому випадку клієнту продадуть товар (або здійснять послугу), навіть якщо на рахунку недостатньо коштів.

- Операції з кредитними картками за наявності поточних непідтверджених операцій (зі статусом HOLD) по картці. Як правило, при розрахунку доступного ліміту по кредитній картці банк не враховує суму поточних непідтверджених операцій. Овердрафт відбувається у випадку, якщо списання сум з попередньо непідтверджених операцій сталося після того, як клієнт вичерпав доступний йому кредитний ліміт.

- Поповнення картки з рахунку іншого банку з наступним зняттям всіх коштів з картки, що поповнюється. Заборгованість виникає через те, що для клієнта гроші стають доступні одразу, а для банку — ні.

- Технічна помилка автоматизованої системи банку, наприклад, подвійне списання однієї і тієї ж суми з картки. У випадку, якщо залишок на картці менший суми помилкової операції, виникає овердрафт. Банк після виявлення помилки здійснює повернення коштів на картку, і овердрафт закривається. Інший можливий варіант — подвійне зарахування одної і тої ж суми на картку. В цьому випадку, якщо клієнт використовує грошові кошти, а потім банк здійснює списання з картки помилково зарахованої суми, може виникнути ситуація, коли залишок на картці буде менший суми помилкової операції, і, відповідно, також виникає овердрафт.